# Église protestante de Hangenbieten
L'église protestante de Hangenbieten est un monument historique situé à Hangenbieten, dans le département français du Bas-Rhin.

## Localisation
Ce bâtiment est situé rue des Églises à Hangenbieten.

## Historique
L'édifice fait l'objet d'une inscription au titre des monuments historiques depuis 1976.

## Architecture

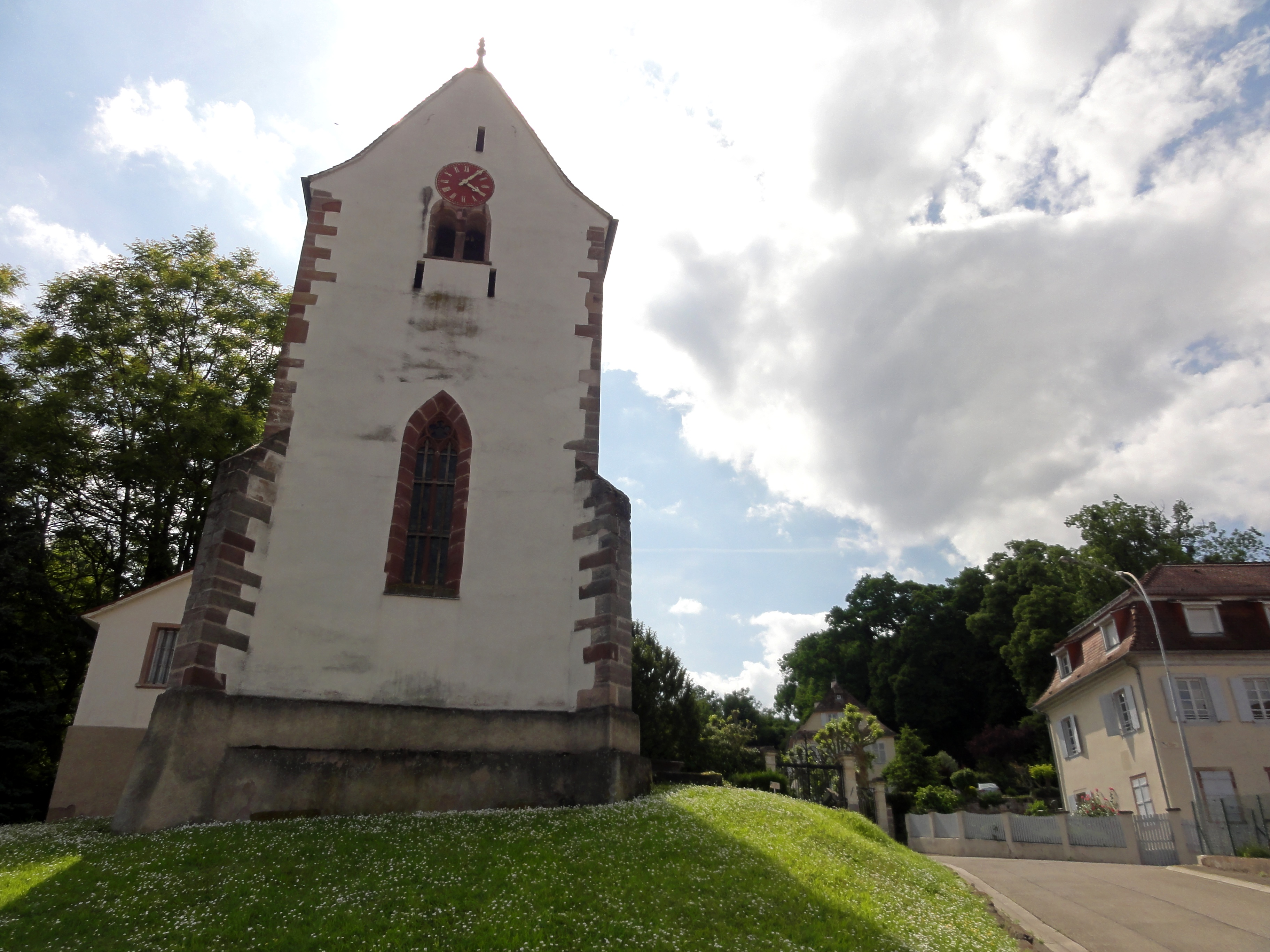
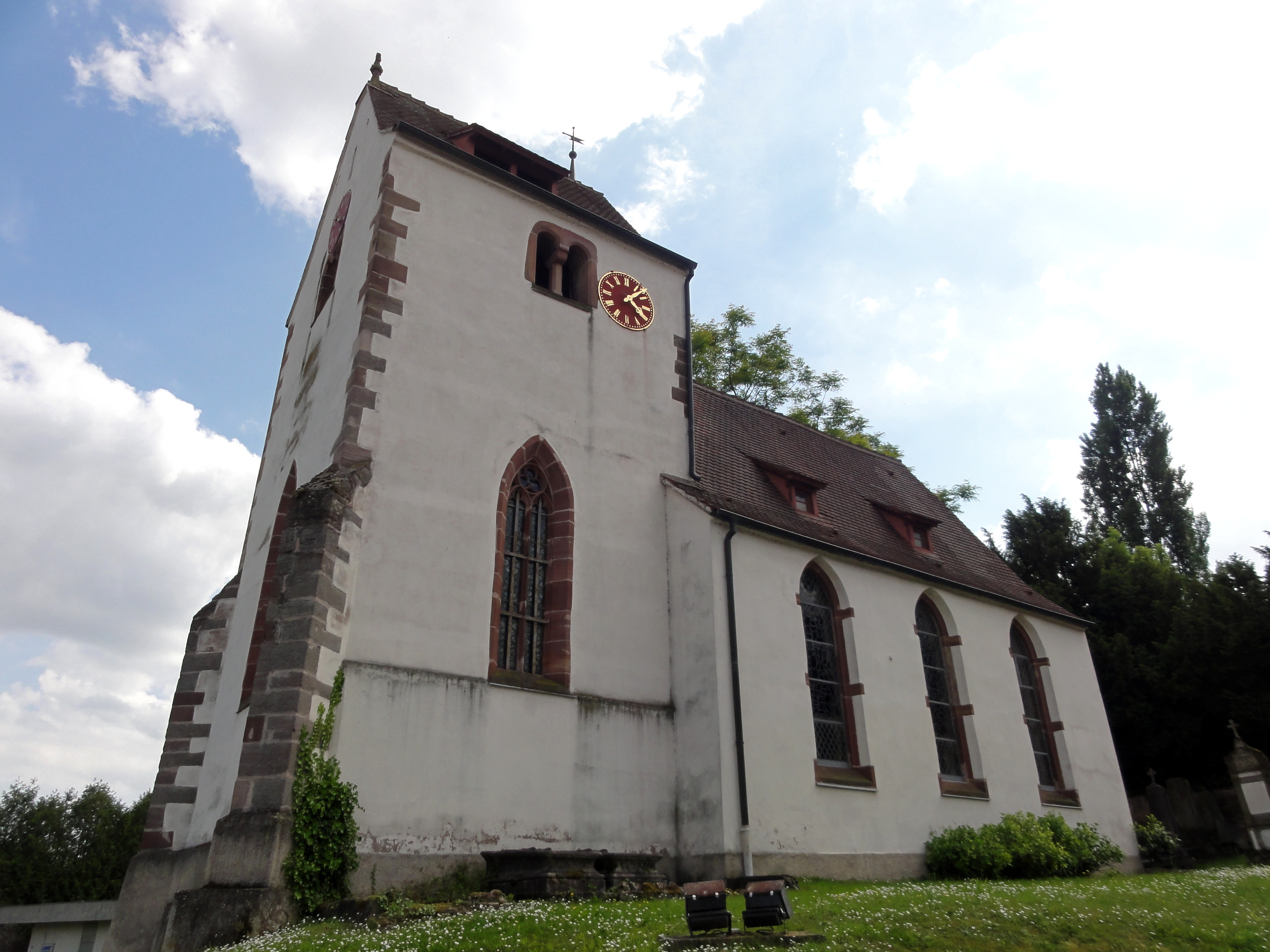
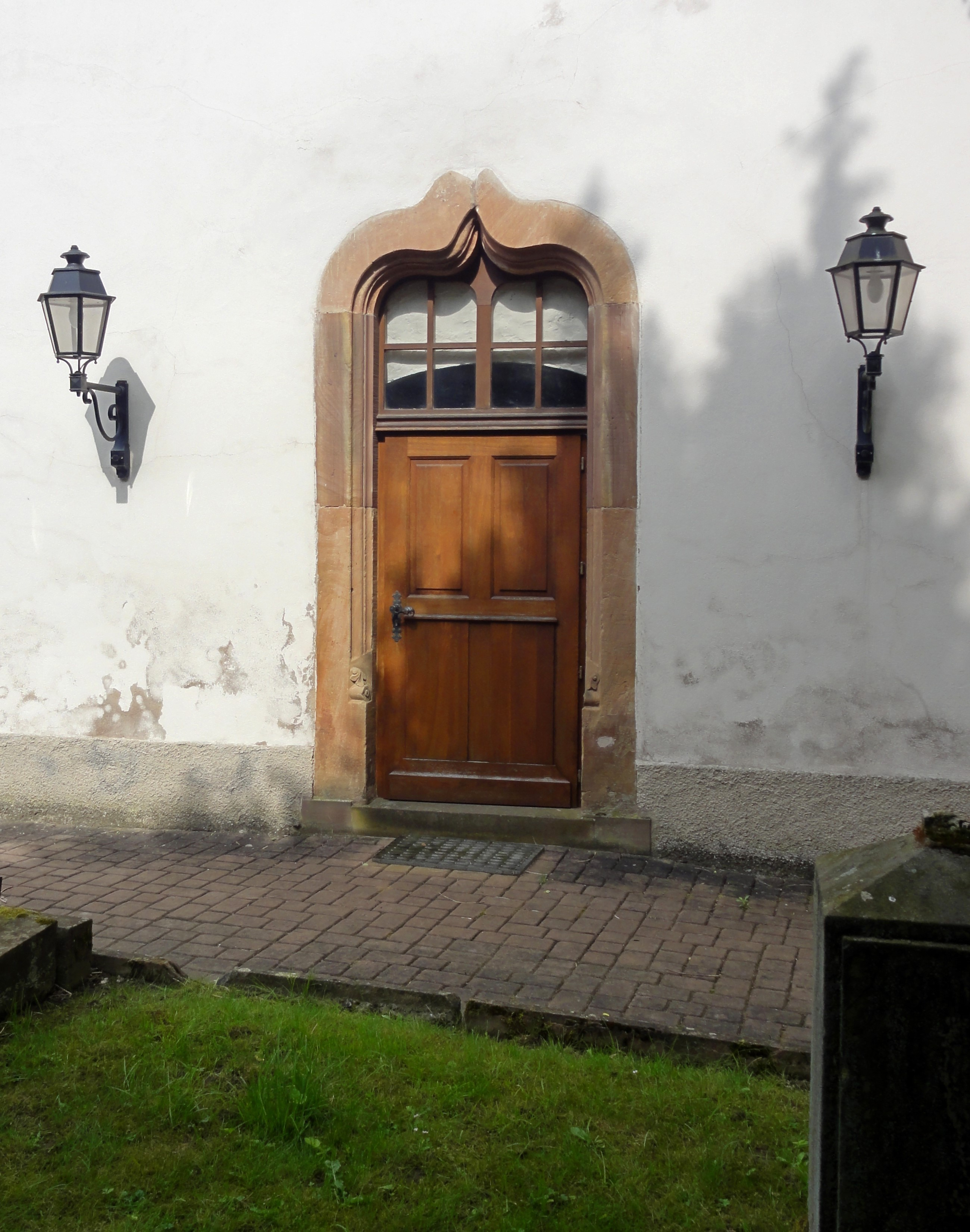
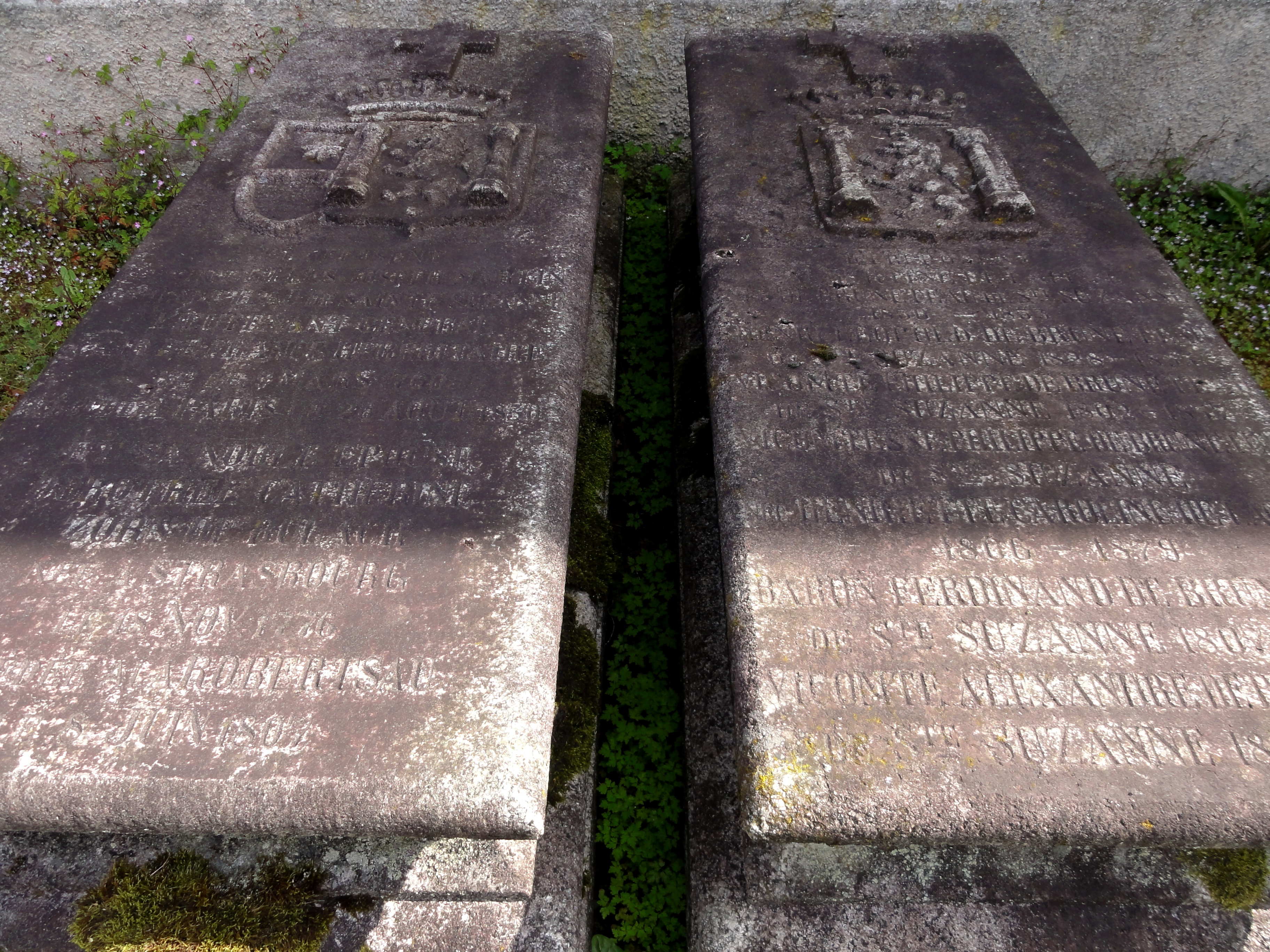